# Île des Pins
L'île des Pins (Kwényï en Nââ numèè, francisé en Kunié), aussi surnommée l'« île la plus proche du paradis » (concurremment avec Ouvéa), est un petit système insulaire français au sud-est de la Grande Terre en Nouvelle-Calédonie. Il s'agit également d'une commune et d'un district coutumier. Elle est située en mer de Corail à environ un degré au-dessus du tropique du Capricorne par 167º de longitude est et 22º de latitude sud. Elle fait partie de l'aire coutumière Djubéa-Kaponé.

## Géographie

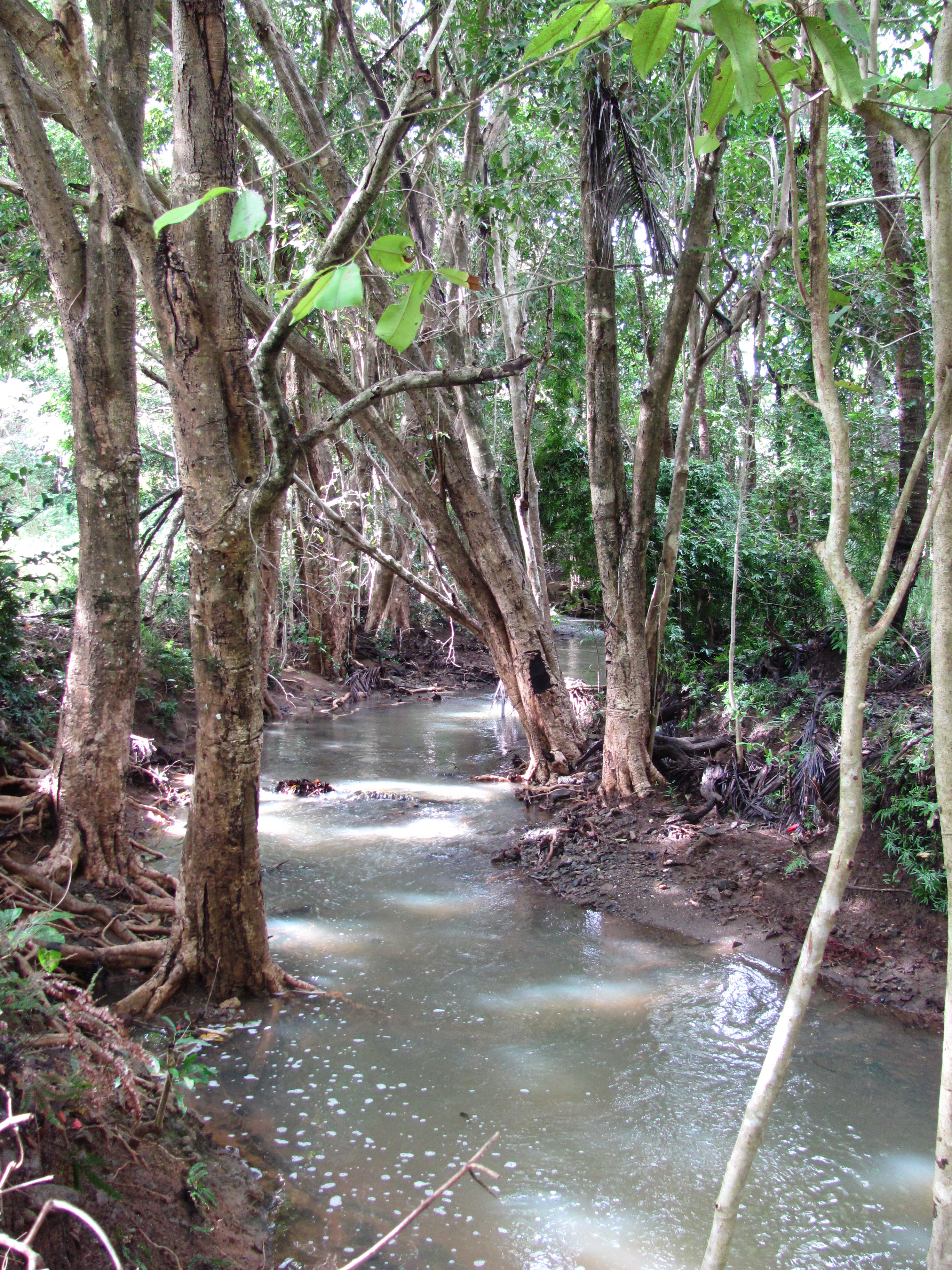
La rivière Ouro.

L'île, un atoll surélevé, mesure 14 kilomètres sur 18. La rivière principale est l'Ouro. Le centre de l'île est occupé par un plateau et un léger relief dont le point culminant, le pic N'ga, s'élève à 262 m.
L'île est située à environ 16 830 kilomètres de Paris à vol d'oiseau ce qui en fait la commune française d'outre-mer la plus éloignée de la métropole à vol d'oiseau selon un article du journaliste du Figaro Paul Carcenac.
Accessible en bateau et en avion depuis Nouméa, l'île est l'un des lieux les plus touristiques de l'archipel.
Parmi les atouts de cette île : les grandes plages de sable fin et blanc (renommées) et les couleurs du lagon.

### Intérêt touristique
- la baie de Kuto, et sa jumelle la baie de Kanuméra,
- la baie d'Oro, avec son hôtel de luxe Le Méridien,
- la piscine naturelle d'eau de mer (la piscine d'Oro) séparée de la baie par une barrière de rochers, et la plus discrète rivière de sable,
- la promenade en pirogue traditionnelle dans la baie d'Upi (à partir de Vao, Saint-Joseph),
- les îlots : Brosse, Nokanhoui…

## Faune et flore
L'île abrite plusieurs espèces endémiques, notamment la plante à fleurs Pittosporum leroyanum.
L'île est également le dernier lieu où peut être observée Myrmecia apicalis, l'une des fourmis les plus rares du monde.

## Toponymie
James Cook ayant remarqué la présence abondante de pins colonnaires (Araucaria columnaris) caractérisés par leurs hautes silhouettes élancées, il décida de donner un nom faisant référence à ces arbres.

## Histoire

### Avant les Européens

#### Réseau commercial polynésien
L'île des Pins est également connue pour ses vestiges préhistoriques : des poteries Lapita, antérieures à l'ère chrétienne, et des peintures rupestres ont été découvertes au lieu-dit « Vatcha » dans le village de Vao. Les fouilles archéologiques menées entre 2006 et 2010 permettent d'identifier des vestiges significatifs attestant de contacts anciens avec la Polynésie occidentale, en particulier Tonga. Plus de 400 tumulus situés dans le centre de l'île ont toujours une origine inconnue.
Les preuves archéologiques montrent que l'Île des Pins entretenait des liens étroits avec la Polynésie occidentale, comme en témoignent les influences stylistiques sur les sculptures et motifs décoratifs. Ces relations ont enrichi la culture matérielle locale, notamment par des échanges de techniques de navigation et d'objets en poterie.
Les Kunié, population d'origine, sont confrontés, vers 1700-1750, à l'arrivée de révoltés mélanéso-polynésiens de Lifou, qui prennent progressivement le pouvoir sur l'île.

#### Hypothèse naturelle des tumuli
La découverte d'un oiseau géant, de la famille du mégapode, aurait pu permettre d'éclairer le mystère de ces tumulus. Il était plausible que cet oiseau « maçon » construisait son nid sur un support maçonné, de sorte que les œufs, ou l'œuf unique, étaient exposés au soleil toute la journée et que le support maçonné, en roche métallifère, rendait la nuit la chaleur accumulée le jour.
Cependant des études récentes ont invalidé cette hypothèse. En effet une étude dirigée par des chercheurs de l’Université Flinders en Australie en association avec des collègues de l’Université nationale australienne à Canberra et de l’institut d’archéologie de la Nouvelle-Calédonie et du Pacifique à Nouméa, a permis d’éclairer d’un nouveau jour les connaissances sur un étrange gallinacé géant éteint, qui vivait dans plusieurs îles du Pacifique jusqu’à l’arrivée de l’homme.
Sylviornis neocaledoniae vivait en Nouvelle-Calédonie jusque vers 500 ans av. J-.C., date à laquelle les derniers individus de l’espèce ont été consommés jusqu’à l’extinction par les premiers habitants de l’archipel. Jusqu’à présent, il était classé par les spécialistes comme un proche parent des espèces de mégapodes ou des oiseaux constructeurs de nids en monticules, mais les nouvelles recherches démontrent qu’il s’agit en fait d’un lignage évolutionnaire spécifique, sans apparentements vivants contemporains. Et en particulier, que cette espèce ne construisait pas de monticules.
Les conclusions des recherches récemment publiées dans le journal international PLOS One détaillent sur une centaine de pages les caractéristiques de cet oiseau énigmatique. Grâce à l’étude du squelette post-crânien, provenant en grande partie d’une collection archéologique fouillée en 2003 sur la presqu’île de Pindaï (Province Nord, Nouvelle-Calédonie) par T. Worthy, A. Anderson et l’équipe d’archéologues calédoniens sous la direction de C. Sand, les chercheurs ont pu évaluer la hauteur des individus adultes à environ 0,8 m, avec un poids entre 27 kg et 34 kg, bien plus imposant par exemple que les 2,4 kg des grosses dindes australiennes. « Cet oiseau devait vraiment ressembler à une énorme dinde gonflée aux stéroïdes » a conclu Miyess Mitri, qui a réalisé l’étude des ossements.
« Quand nous avons étudié en détail les os des pattes, il est apparu clairement que cet oiseau ne pouvait pas construire de monticules d’incubation pour ses œufs, comme le font la majorité des mégapodes. Les traces musculaires indiquent que les muscles des doigts de pieds étaient peu développés et que les griffes étaient de même type que ceux des poulets – rien de comparable avec les formes de ‘mini-bèches’ des mégapodes constructeurs de monticules » a précisé Thevor Worthy, paléontologue à l’université Flinders.
Sylviornis n’avait donc pas la capacité de construire des monticules, contrairement aux espèces australiennes et océaniennes endémiques de mégapodes.
Ces données permettent de mettre fin à une hypothèse archéologique ancienne. En Nouvelle-Calédonie ont en effet été inventoriés de nombreux monticules géants définis localement sous le nom de tumuli, pouvant atteindre près de 2m de hauteur, qui ont été interprétés comme les restes des nids érigés par Sylviornis. Les conclusions de l’article démontrent que cette interprétation n’est pas étayée par l’étude ostéologique et que d’autres explications doivent être trouvées pour ces bombements.
« Les travaux menées à l’Ile des Pins démontrent que les tumuli de bord de mer sont en fait de sépultures humaines collectives et il est probable que celles du plateau ont également une origine humaine. L’étude publiée dans la revue PLoS One est donc importante pour notre connaissance plus générale du passé de la Nouvelle-Calédonie » précise l’archéologue Christophe Sand à Nouméa.
L’étude des ossements a permis de révéler d’autres particularités de cet oiseau disparu, décrites dans l’article. Elle a également entraîné une analyse détaillée des liens de famille identifiables avec d’autres espèces, montrant qu’en fait Sylviornis neocaledoniae n’a pas de parent proche vivant aujourd’hui, mais qu’il peut être rapproché des quelques rares spécimens d’un volatile géant disparu des Fidji nommé Megavitiornis altirostis. Ces deux espèces sont des parents lointains de toutes les volailles terrestres mais ne sont pas apparentés de façon proche aux mégapodes.
En conclusion de ces études il est possible d’affirmer de façon quasi-certaine que Sylviornis couvait ses œufs en s’asseyant dessus, plutôt que d’enterrer ses œufs dans un monticule comme le font les mégapodes.

### Premiers contacts
L'île a été approchée une première fois par James Cook en 1774, lors de son second voyage en Nouvelle-Zélande. Lapérouse y aborde sans doute. Hunter l'aperçoit en 1791. Fin 1791, Bowen essaie de couper du bois. Le 7 juin 1792, les Français Antoine Bruny d'Entrecasteaux et Jean-Michel Huon de Kermadec, accostent, peut-être.
En 1820, un navire marchand y fait naufrage, et est assisté.

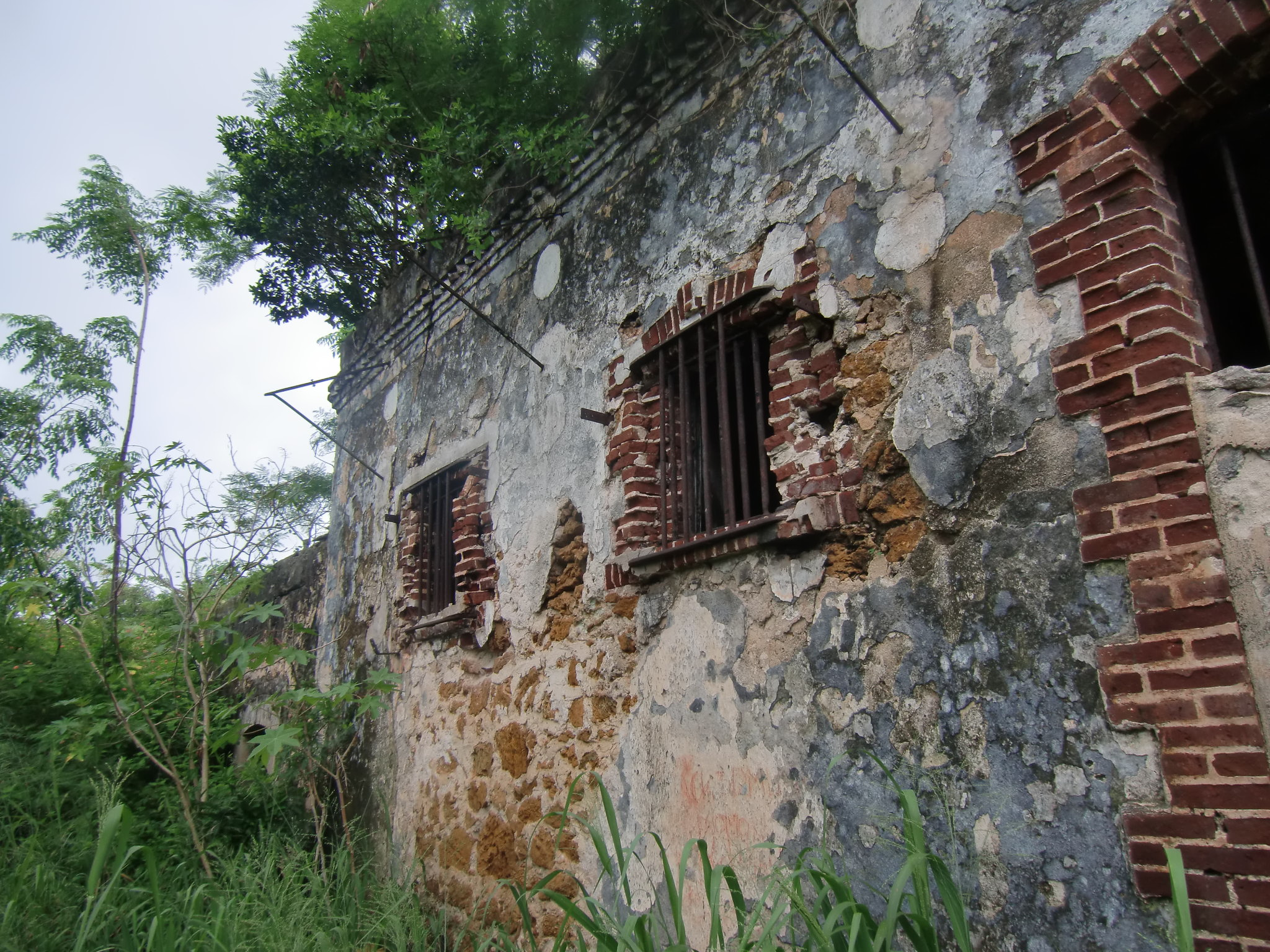
Ruines du bagne à Ouro.

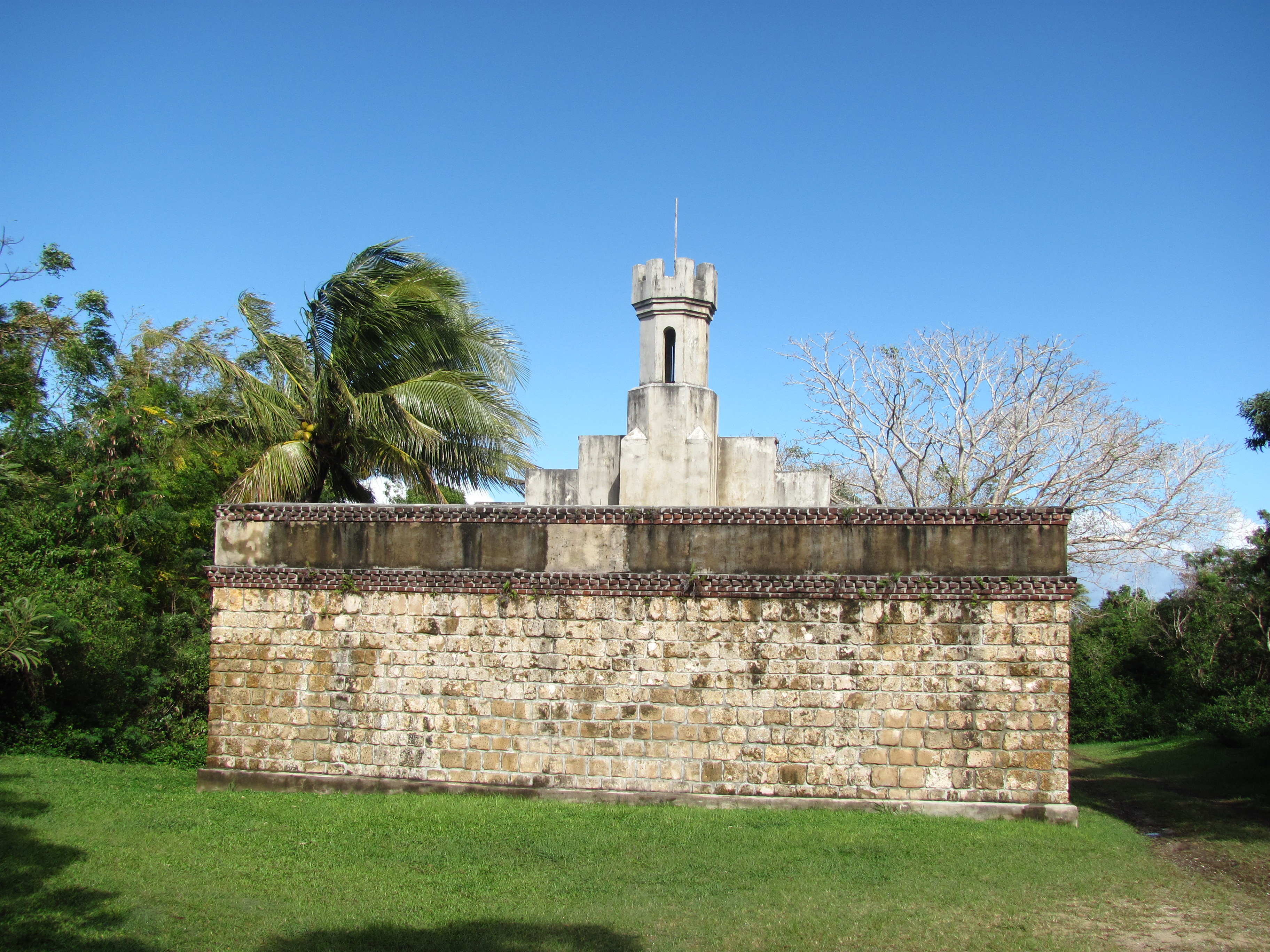
Château d'eau à Ouro.

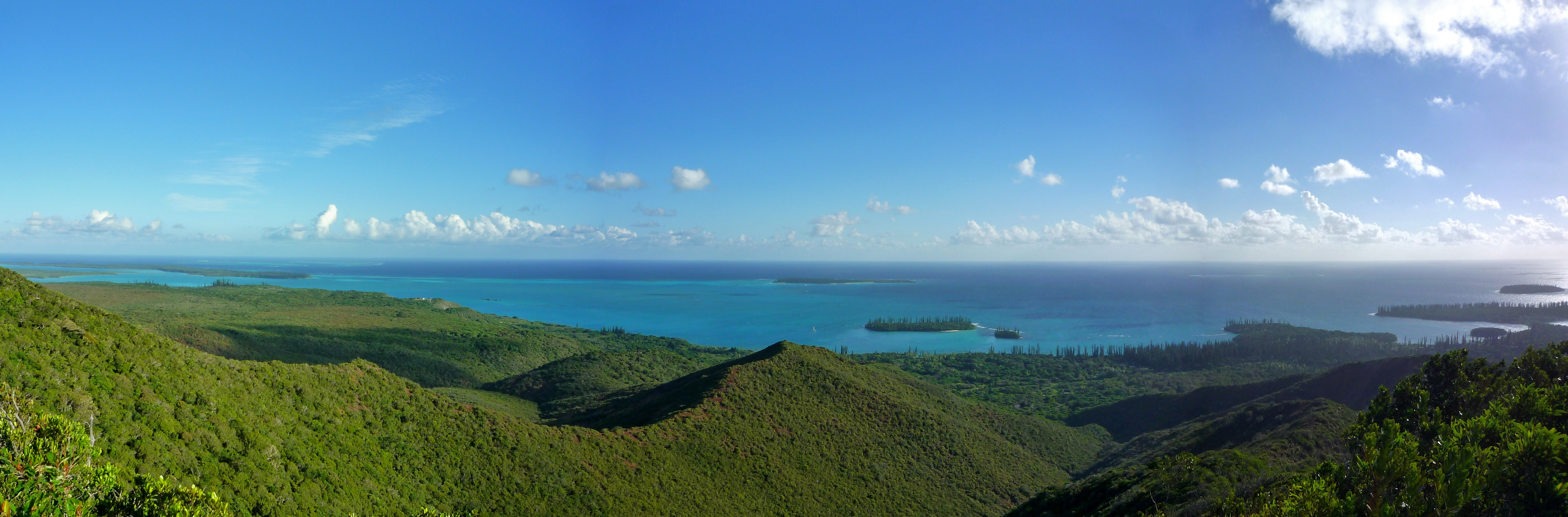
Vue depuis le pic Ngâ.

### Présences européennes
À la suite d'une demande du grand chef Toouru Vendégou transmis par des Tongiens, « le Camden débarque le 12 mai 1840 deux missionnaires samoans, Noa et Taniela. »,. Les premiers voiliers santaliers abordent en 1841 : négociation inaboutie, épidémie, guerre du santal, massacre du Star (le 1er novembre 1842, le marchand britannique Thomas Ebrill et son équipage du Star sont attaqués dans les eaux de l'île ; Ebrill y meurt le lendemain), attaque du Catherine, expulsion des missionnaires samoans.
Ti Toouru Vendégou, grand chef de l'île des Pins, décède fin 1845. Son fils Kaoua autorise dès 1846 le santalier James Paddon, qui répond favorablement à une demande d'assistance des maristes, à la suite des problèmes de Balade et Pouébo (sous la responsabilité de Guillaume Douarre, d'Anatom (Aneityum, dans les îles Vanuatu)).
Les missionnaires maristes, les Pères Roudaire, Prosper Goujon et Jean Chatelut, accompagnés des Frères Jean Taragnat et Joseph Reboul, et du kanak de la Grande-Terre Augustin, y débarquent le 12 août 1848 et y célèbrent la première messe le 15 août, commençant l'évangélisation de l'île.
Au Père Roudaire, supérieur en 1848, succède en 1849 le père Goujon. L'évêque anglican Selwyn promet à Guillaume Douarre de ne pas contrecarrer la mission catholique.
Le 29 septembre 1853, arrivé sur le voilier à moteur Le Phoque, l'amiral Auguste Febvrier Despointes prend possession de l'île des Pins, au nom de l'empereur Napoléon III, en présence du Grand Chef Kaoua Vendégou, juste avant l'arrivée des Anglais.
En 1855, le gouverneur Eugène du Bouzet visite et apprécie l'île, l'élevage des abeilles, et l'acclimatation du blé. Il envisage d'y établir un port, puis un poste.
En 1855, Kaoua décède. Son successeur et neveu, Samuel, fils de son oncle Ouatchioum, âgé de 7 ans, vient d'être marié à la fille préférée de Kaoua, Kanedjo, 1848c-1900, dite Reine Hortense, sans avoir jamais régné, première femme mélanésienne à savoir lire et écrire le français grâce à la présence sur l'île des Sœurs du Tiers Ordre de Marie liées au Pères Maristes. Le régent désigné, Ti-Tourou, cède le pouvoir à Samuel, à sa majorité, en 1870.
Les conversions en masse au catholicisme s'opèrent en 1856 et 1857. Vers 1860, les santaliers-commerçants anglais quittent l'île pour Port-de-France, future Nouméa. La première église en pierres est bénie le 5 août 1860. En 1864, la totalité de l'île est réputée catholique, selon le supérieur Goujon.
Malgré l'opposition de l'administration coloniale, la mission catholique joue son plein rôle : évangélisation, scolarisation, œuvre médicale, œuvre sociale, œuvre morale, interventions politiques, interventions économiques, et formation de catéchistes (pour la Grande-Terre et les îles Loyauté). Les missionnaires font leur possible pour éviter à l'île des Pins la colonisation et le bagne, en mettant en place une forme de réduction, une quasi-théocratie.
En 1866, l'administration coloniale exile sur l'île le chef Hippolyte de Pouébo, qui y meurt la même année.

### Colonie pénitentiaire

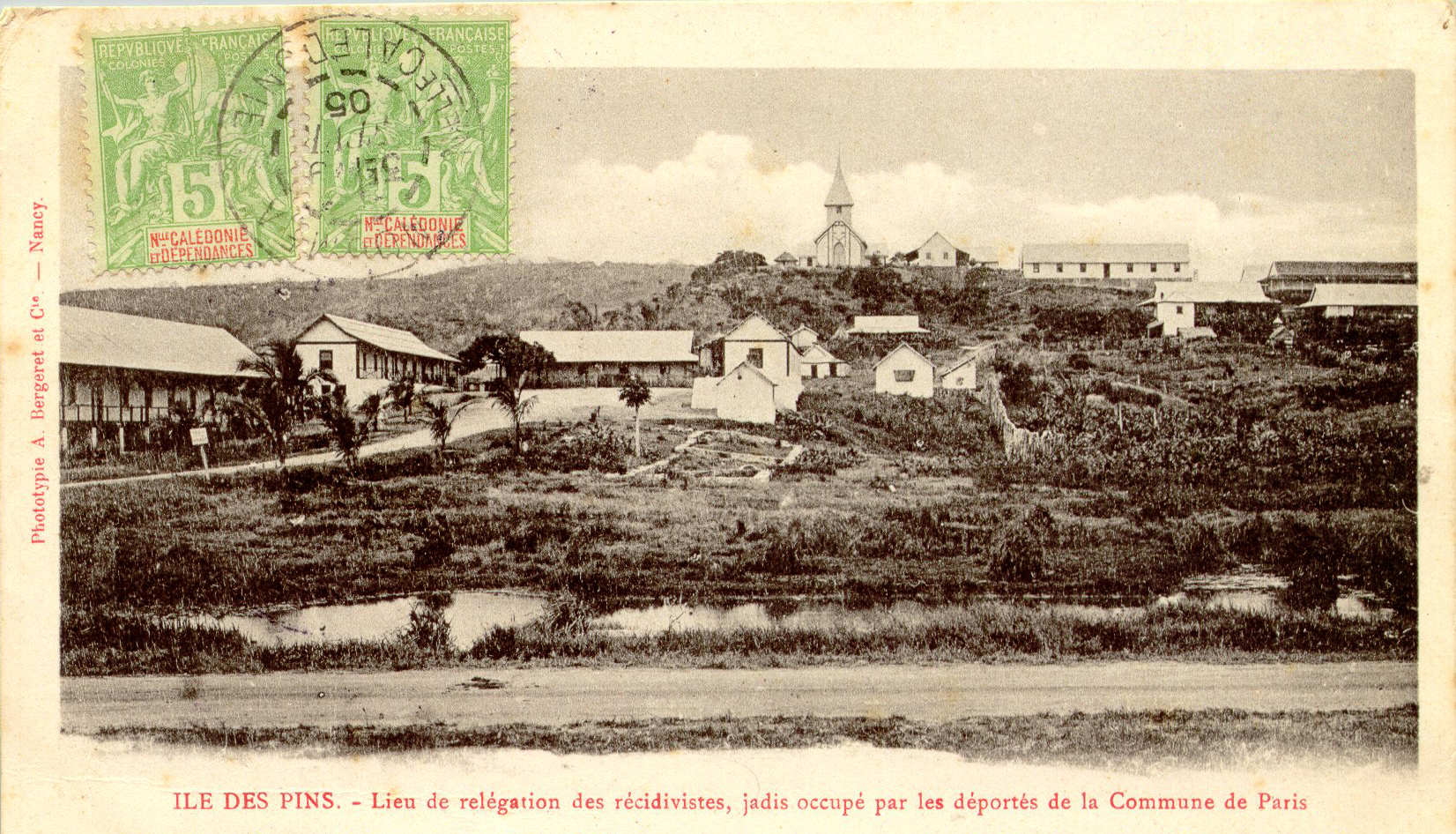
Carte postale originale représentant le bagne de l'île des Pins à Ouro.

En 1872, lors de la déportation des insurgés de la Commune de Paris, la France y crée une colonie pénitentiaire sur la partie sud-ouest de l'île, puisque les Kunié refusent d'être expulsés de l'île. Les déportés sont répartis dans cinq communes dont la plus connue est celle d'Ouro. S'y trouvent les ruines du bagne, aujourd'hui envahies par la végétation tropicale. Seul le château d'eau construit en 1874/75, toujours en service, reste en bon état (rénovation en 2005 pour les journées du patrimoine), l'eau provient aujourd'hui directement d'un captage et non plus du canal à ciel ouvert creusé par les déportés. Celui-ci, long de cinq kilomètres, chemine à  flanc de colline du captage de la Ouinteureu jusqu'à Ouro. Le cimetière des déportés, un peu entretenu, abrite 230 tombes anonymes (sauf deux) des morts (vieillesse, scorbut, noyade...).
Les forçats du bagne étaient enchaînés aux murs de leur cellule. Les déportés simples avaient leur liberté de mouvement.

### Depuis 1930
Lors de la Seconde Guerre mondiale, l'aviso Chevreuil, des Forces navales françaises libres, est envoyé en Nouvelle-Calédonie, par le commandant de la Marine dans le Pacifique, le capitaine de frégate Cabanier, pour des missions de maintien de l'ordre. Commandé par l'enseigne de vaisseau Fourlinnie, il fait un passage à Île des Pins entre le 10 et le 13 décembre 1941.
Dans la cinquième commune, située au nord de l'île sur les terres de la tribu de Gadji, on a assigné les Algériens du Pacifique.
Depuis 1980, l'île est jumelée avec Matsushima au Japon.
L'affaire du Relais de Kounié, construit, incendié, détruit, a rappelé les interdits ancrés dans la population, puisque les pavillons étaient construits sur l'habitat des divinités dodyi.

## Politique et administration
| Période | Période  | Identité                | Étiquette                        | Qualité                                 |
| ------- | -------- | ----------------------- | -------------------------------- | --------------------------------------- |
| 1961    | 1968     | Guillaume Këwa Vendégou | Union calédonienne               |                                         |
| 1968    | 1977     | André Apikaoua          | UC                               |                                         |
| 1977    | 1983     | Joseph Tikouré          |                                  |                                         |
| 1983    | 1989     | Samuel Vendégou         | UC                               |                                         |
| 1989    | 2014     | Hilarion Vendégou       | RPCR puis Rassemblement-UMP      | Grand-chef de l'île des Pins - Sénateur |
| 2014    | 2015     | Sarah Vendégou          | FLNKS-UC                         |                                         |
| 2015    | 2020     | Hilarion Vendégou       | Les Républicains - Rassemblement | Grand-chef de l'île des Pins - Sénateur |
| 2020    | En cours | Christophe Vakié        | Les Républicains - Rassemblement |                                         |

## Population et société

### Démographie
L'évolution du nombre d'habitants est connue à travers les recensements de la population effectués dans la commune depuis 1956. À partir de 2006, les populations légales des communes sont publiées annuellement par l'Insee, mais la loi relative à la démocratie de proximité du 27 février 2002 a, dans ses articles consacrés au recensement de la population, instauré des recensements de la population tous les cinq ans en Nouvelle-Calédonie, en Polynésie française, à Mayotte et dans les îles Wallis-et-Futuna, ce qui n’était pas le cas auparavant. Ce recensement se fait en liaison avec l'Institut de la statistique et des études économiques (ISEE), institut de la statistique de la Nouvelle-Calédonie. Pour la commune, le premier recensement exhaustif entrant dans le cadre du nouveau dispositif a été réalisé en 2004, les précédents recensements ont eu lieu en 1996, 1989, 1983, 1976, 1969, 1963 et 1956.
En 2019, la commune comptait 2 037 habitants, en augmentation de 4,03 % par rapport à 2014 (Nouvelle-Calédonie : +0,98 %).
Aujourd'hui, l'île est peuplée d'environ 2 000 habitants, essentiellement des Mélanésiens (près de 94 %) répartis en huit tribus et que l'on appelle les Kuniés.
| 1956 | 1963 | 1969 | 1976  | 1983  | 1989  | 1996  | 2004  | 2009  |
| ---- | ---- | ---- | ----- | ----- | ----- | ----- | ----- | ----- |
| 674  | 930  | 978  | 1 095 | 1 287 | 1 465 | 1 671 | 1 840 | 1 969 |

| 2014  | 2019  | - | - | - | - | - | - | - |
| ----- | ----- | - | - | - | - | - | - | - |
| 1 958 | 2 037 | - | - | - | - | - | - | - |

### Tribus
- Aire coutumière Djubéa-Kaponé[16]
  - District Île des Pins : Comagna (206), Gadji (337), Kere (183), Ouatchia (98), Touêté (185), Vao (137), Wapan (110), Youati (82).

Comme principaux clans familiaux, on retrouve
- À Gadgi : les Vendégou, Koteureu, Vakoumé
- À Youati : les Tokomboué, Gouhoua, Mouyri, Koutchawa
- À Vao : les Douépéré, Tikouré
- À Wapan : Vakié, lémé, Gouraya, Kombouaré, Mamieu
- À Kere : les Ouamambaré, Vama, Néoéré, Noukouan, Néié
- À Touêté : les Ouémama, Cagnewa, Koïtché
- À Ouatchia : les Farino, Mandi, Abouei, Paouro, Bourebaré
- À Comagna : les Kohnu, Apikaoua, Kouaté, Kaateu.

Mais tous ne résident pas dans leur tribu ni sur l'île. Et les tribus hébergent des non-kanaks.
Les clans pêcheurs, anciens ou non, préparent les pêches avec des pierres et de rites.

### Manifestations culturelles et festivités
- marché matinal, mercredi et samedi,
- mars : grande fête coutumière, à l’occasion de la bénédiction de la première récolte d'ignames,
- mai : foire de l'île des Pins, danses et musiques du Pacifique, plats locaux, artisanat,

## Culture locale et patrimoine

### Lieux et monuments
Sites naturels :
- baies, nombreuses, dont :

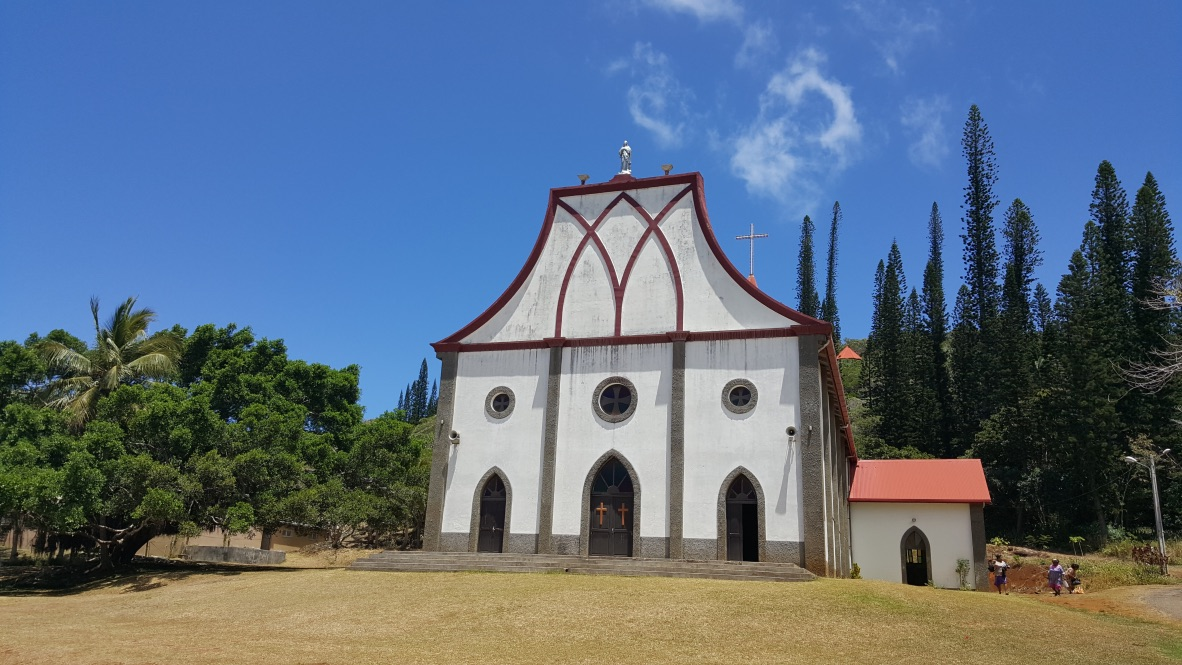
L'église Notre-Dame de l'assomption, dans le village de Vao, sur l'ile des Pins. Construite en 1860 par les missionnaires maristes (catholiques) seuls, sans l'aide des bagnards qui étaient, à l'époque, essentiellement des communards, prisonniers politiques exilés de métropole en Nouvelle-Calédonie pour y purger leur peine. Photo octobre 2017.

  - Baies jumelles de Kuto et Kanuméra, et au milieu le Rocher sacré (tabou),
  - Baie d'Upi, (presqu'île d'Oro à l'est),
  - Baie d'Oro, et la piscine naturelle (plutôt à marée basse),
  - Rivière de Sable, alternative discrète, chenal, entre la piscine naturelle et la baie,
  - Baie des Crabes, à Gadji,
  - Baie d'Ouaméo,
  - Baies de Saint-Maurice et de Saint-Joseph (Wao),
- sentier tropical entre baie d'Upi et piscine naturelle (40 minutes),
- Pic N'ga : panorama,
- grottes, dont deux célèbres :
  - Grotte immergée de la Troisième,
  - Grotte de la reine Hortense,
- îles : Kotomo,
- îlots : Brosse, Nokanhui, Kotumere, Kûûmo, Morop, Gié (passe, vallée des Gorgones), Kônubutr...

Monuments :
- Vestiges du bagne, dont château d'eau,
- Cimetière des déportés,
- Cimetière des administrés, face au P'tit Café,
- Mémorial du camp des Arabes, route de Gadji,
- Église catholique Notre-Dame-de-l'Assomption de Vao, et sur la colline chapelle rénovée,

Hébergements :
- hôtels 
  - Hôtel Le Méridien, baie d'Oro, avec passerelle,
  - Ouré Téra Resort, baie de Kanuméra,
  - Hôtel Kou-Bugny, baie de Kuto,
  - Hôtel Kodjeue, baie d'Ouaméo,
- Gîtes : chez Régis (Oro), Nataïwatch (Kanuméra), Kuberka (Kuto),
- Chambres d'hôtes : Trois Banians (Kuto), Rosemarie et Jacques (Kuto),
- Campings...

### L'Île des Pins et la télévision
L'émission-jeu française de télé réalité Koh-Lanta (saison 5) a eu lieu en 2005 sur des îlots proches de l'île des Pins.

### Jumelage
Matsushima (Japon) depuis 1980

### Personnalités liées à la commune
- chefs
  - 1974- : Hilarion Vendégou Tumi (1941-), Grand Chef depuis 1974, intronisé administrativement le 7 juillet 1979, maire, sénateur,
  - 1974-1976 : Jean-Marie Vendégou (-1976),
  - 1927-1974 : Barthélémy Kwaneye Vendégou (1903-1974)[19],[20],
  - 1926̠-1927 : Samuel Trouro,
  - 1883-1926 : Abel (1840-1926),
  - 1870-1882 : Samuel Kwaneye Vendégou VII (-1882),
  - 1855-1870 : Philippo Vendégou, Jérôme Vendegou, (et Kanejö "Hortense" Vendégou VI (1848-1900)),
  - 1850-1855 : Kadua Vendégou V (Këëwa Vâdëku, Louis-Philippe) (1821c-1855),
  - 1845-1850 : Ouatchium Wacumé (-1850),
  - 1840-1845 : Trouru Vâdëku Kwattè Micüwaét (1780-1845),
  - 18..-18.. : Toorou Vendégou IV,
  - 18..-18.. : Keewa Vendégou III,
  - 17..-17.. : Konyii Vendégou II,
  - 17..-17.. : Waweya Vendégou I,
- religieux
  - Père Lambert
- administrateurs
  - Robert Citron (1921-2009), dit Le Gendarme Citron, le Jean Rouch de l'île des Pins
- déportés
  - Albert Grandier (1840-1873), journaliste membre de la Commune de Paris, mort à l'Île des Pins.